# Сениця (футбольний клуб)
«Се́ниця» (словац. FK Senica) — словацький футбольний клуб із однойменного міста, заснований 1921 року. Виступає в найвищому дивізіоні Словаччини.

## Історія
Хоча в сезоні 2008/09 «Сениця» виступала в 4-ій словацькій лізі, наступний сезон 2009/10 клуб розпочав уже в топ-дивізіоні. Це сталося внаслідок об'єднання клубу із братиславським «Інтером», який за підсумками сезону вийшов у топ-лігу. Новоутворений клуб мав би зберегти назву «Інтер», утім після тривалих дискусій у Виконавчому комітеті Футбольної Асоціації Словаччини було прийнято назву ФК «Сениця».

## Досягнення
- Срібний призер чемпіонату Словаччини (2): 2010/11, 2012/13
- Фіналіст Кубка Словаччини (2): 2011/12, 2014/15

## Відомі гравці
- Ігор Гончар
- Андрій Слінкін